# Мусса Сілла
Мусса́ Сілла́ (фр. Moussa Sylla, нар. 25 листопада 1999, Етамп) — французький футболіст малійського походження, нападник нідерландського «Утрехта».

## Клубна кар'єра
Народився 25 листопада 1999 року в місті Етамп. Вихованець кількох французьких юнацьких команд, останньою з яких було «Монако». 10 лютого 2017 року Мусса підписав свій перший професійний контракт з клубом до 2020 року і в подальшому став виступати за дублюючу команду.
За першу команду дебютував 21 квітня 2018 року в матчі французької Ліги 1 проти «Генгама». 6 травня Сілла вперше вийшов в чемпіонаті Франції стартовому складі, зробивши «дубль» у матчі проти «Кана». За три сезони відіграв за команду з Монако 24 матчі в національному чемпіонаті.
15 вересня 2020 року було оголошено про перехід нападника до нідерландського «Утрехта».

## Виступи за збірні
2014 року дебютував у складі юнацької збірної Франції, взяв участь у 22 іграх на юнацькому рівні, відзначившись 4 забитими голами.

## Статистика виступів

### Статистика клубних виступів
Станом на 15 вересня 2020
| Сезон              | Команда            | Чемпіонат          | Чемпіонат | Чемпіонат | Національний кубок | Національний кубок | Національний кубок | Континентальні кубки | Континентальні кубки | Континентальні кубки | Інші змагання | Інші змагання | Інші змагання | Усього | Усього |
| Сезон              | Команда            | Ліга               | Ігор      | Голів     | Ліга               | Ігор               | Голів              | Ліга                 | Ігор                 | Голів                | Ліга          | Ігор          | Голів         | Ігор   | Голів  |
| ------------------ | ------------------ | ------------------ | --------- | --------- | ------------------ | ------------------ | ------------------ | -------------------- | -------------------- | -------------------- | ------------- | ------------- | ------------- | ------ | ------ |
| 2017–18            | «Монако»           | Л1                 | 5         | 2         | КФ+КЛ              | 0+0                | 0                  | ЛЧ                   | -                    | -                    | -             | -             | -             | 5      | 2      |
| 2018–19            | «Монако»           | Л1                 | 18        | 0         | КФ+КЛ              | 2+2                | 1+0                | ЛЧ                   | 6                    | 1                    | СФ            | -             | -             | 28     | 2      |
| 2019–20            | «Монако»           | Л1                 | 1         | 0         | КФ+КЛ              | 0+0                | 0                  | -                    | -                    | -                    | -             | -             | -             | 1      | 0      |
| Усього за «Монако» | Усього за «Монако» | Усього за «Монако» | 24        | 2         |                    | 4                  | 1                  |                      | 6                    | 1                    |               | -             | -             | 34     | 4      |
| Усього за кар'єру  | Усього за кар'єру  | Усього за кар'єру  | 24        | 2         |                    | 4                  | 1                  |                      | 6                    | 1                    |               | -             | -             | 34     | 4      |

## Особисте життя
Старший брат, Якуба, також став футболістом і виступає за збірну Малі.